# چشمه سرده علیا
چشمه سرده علیا، روستایی از توابع بخش مرکزی شهرستان سلسله در استان لرستان ایران است. چشمه سرده علیا، روستایی از توابع بخش مرکزی شهرستان الشتر (سلسله) در استان لرستان ایران است.

## جمعیت
این روستا در دهستان هنام قرار دارد و براساس سرشماری مرکز آمار ایران در سال ۱۳۸۵، جمعیت آن ۱۳۴ نفر (۳۲خانوار) بوده‌است و بیشتر مردم شهرهای دور واطراف این روستا مهاجرت کرده‌اند.
این روستا همان‌طور که از اسمش پیداست، از روی چشمه‌های جوشانش برگرفته شده‌است و درون یک دره قرار دارد که دورتادور آن را تپه‌های زیبا و یک کوه بلند به نام (نشانه) کوه قرار دارد. شغل مردم این روستا غالباً کشاورزی و دام پروری است. اکثر ساکنان این روستا از طایفه پولاد و زیار هستند که از نوادگان شاهان زیاری هستند. و عده ای هم از طایفه دولتشاه حسنوند نیز ساکنن این روستا هستند. در دوران رضاخان پهلوی و فرمان اسکان عشایر، مردم این روستا دام پرور و در ییلاقشان ساکن بودند که به دستور رضا خان چادرهایشان را آتش زدند و با اجبار در چشمه سرده خانه ساختن و در آنجا ساکن شدند.البته با اسنادی که در اداره ثبت اسناد شهرستان سلسله موجود است، زمین‌های پولادیان و زیاریان از کاکارضا تا هنام و سیاهپوش بوده‌است که دردوران پهلوی دوم آن‌ها را به رعایا واگذار کردند.البته به گفته بزرگان، طایفه زیار در بخش هنام (روستای عادل آباد کنونی) ساکن بودند که بخاطر دام‌هایشان با پسرعموهایشان تصمیم گرفتند که زمینهای نشانه کوه را با بخش هنام معاوضه کنند.یک روایت دیگر این است که طهماسب بگ پولاد، وقتی دخترش را عروس محمد پور جواد پور میرحسین (معروف به توپال) می‌کند، نصف زمین‌های منطقه هنام و کاکا رضا را به عنوان هدیه به او می‌دهد.